# 島義則
島義則（1955年7月20日—），日本資深男性配音員、旁白。出身於大阪府大阪市。身高170cm。

## 簡介
桃山學院大學社會學部畢業。株式會社Chara創辦人與現任代表董事，原大阪TV talent bureau（簡稱TTB）所屬。

### 來歷、人物
島義則於1975年加入經紀公司TTB開始在配音業界發展。1997年4月，他自行就任執行社長，從TTB獨立，成立株式會社Chara。
除了活躍於電視綜藝節目及廣告的旁白演出之外。也有參加電玩遊戲的角色配音演出，為人熟悉的代表配音作品是SNK電玩格鬥遊戲《格鬥天王》系列的克拉克〈克拉克·史提爾〉、傑尼茲，及《龍虎之拳2》的如月影二（之後在格鬥天王系列出場）。
興趣是探索沖繩的在地文化、藝能、'70～'80年代民俗論、演劇評論、上方落語、彈吉他、料理。

## 演出作品

### OVA
2003年
- MUNTO（噶茲）

### 遊戲
1994年
- 格鬥天王系列（1994～2010，克拉克〈克拉克·史提爾〉[注 1]、如月影二[注 2]、陳可漢[注 3]、傑尼茲[注 4]）
- 龍虎之拳2（如月影二、鐵木真）

1999年
2000年
- 稻川淳二 深夜計程車（日语：稲川淳二 真夜中のタクシー）

2003年
- SNK VS. CAPCOM SVC CHAOS（日语：SNK VS. CAPCOM SVC CHAOS）（傑尼茲）
- SSSweet ～尋找甜蜜戀情～（日语：すいすい Sweet あまい恋のみつけ方）（常盤甚五郎、星）

### 網路動畫
2005年
- 格鬥天王：另一天（日语：The King of Fighters: Another Day）（克拉克）

### 電視節目
全國獨立放送協議會
- 琵琶湖放送
  - TWO WAY根。
  - 夕方}

- KBS京都
  - （與TwellV共同）

每日放送
- 呼呼秀秀（日语：ちちんぷいぷい (テレビ番組)）
- Puri Puri（日语：プリプリ (テレビ番組)）

讀賣電視台
- 週六不行喲！
- 週刊裏藝大全（日语：ウラネタ芸能ワイド 週刊えみぃSHOW）

朝日放送
- ATTACK 25（日语：パネルクイズ アタック25）（2020年9月28日，旁白、DJ大會 赤時段）

其它電視台
- 痛快！每天（日语：痛快!エブリデイ）（關西電視台）
- （NHK大阪）

等

### 廣播節目
- 824（FM HANAKO）
- （MBS電台）
- （FM大阪）

### 廣告
- 大阪瓦斯
- 大榮
- 阪神高速道路
- Sangaria
- 東江眼鏡（日语：東江メガネ）
- 食道園（日语：食道園 (大阪)）

### 鐵路廣播
- 泉北高速鐵路（日语：泉北高速鉄道）列車即將進站廣播（負責1號月台）[注 5]

## 腳註

## 外部連結
- 株式會社Chara公式官網的聲優簡介 （页面存档备份，存于） （日語）